# Bazylika katedralna Wniebowzięcia Najświętszej Maryi Panny w Pelplinie
Bazylika katedralna Wniebowzięcia Najświętszej Maryi Panny w Pelplinie – gotycki kościół, pierwotnie świątynia klasztoru cystersów, od 1824 siedziba miejscowego biskupa. Z dawnego zespołu klasztornego zachowały się katedra oraz część zabudowań zakonnych skupionych wokół czworobocznego wirydarza. Katedra jest jedną z największych świątyń gotyku ceglanego w Polsce (swego czasu druga w Polsce po bazylice Mariackiej w Gdańsku). Posiada bogaty wystrój z XV–XVIII wieku, m.in. monumentalny, 25-metrowy ołtarz główny, liczne ołtarze boczne, zespół stalli, ambonę, organy boczne.

## Historia

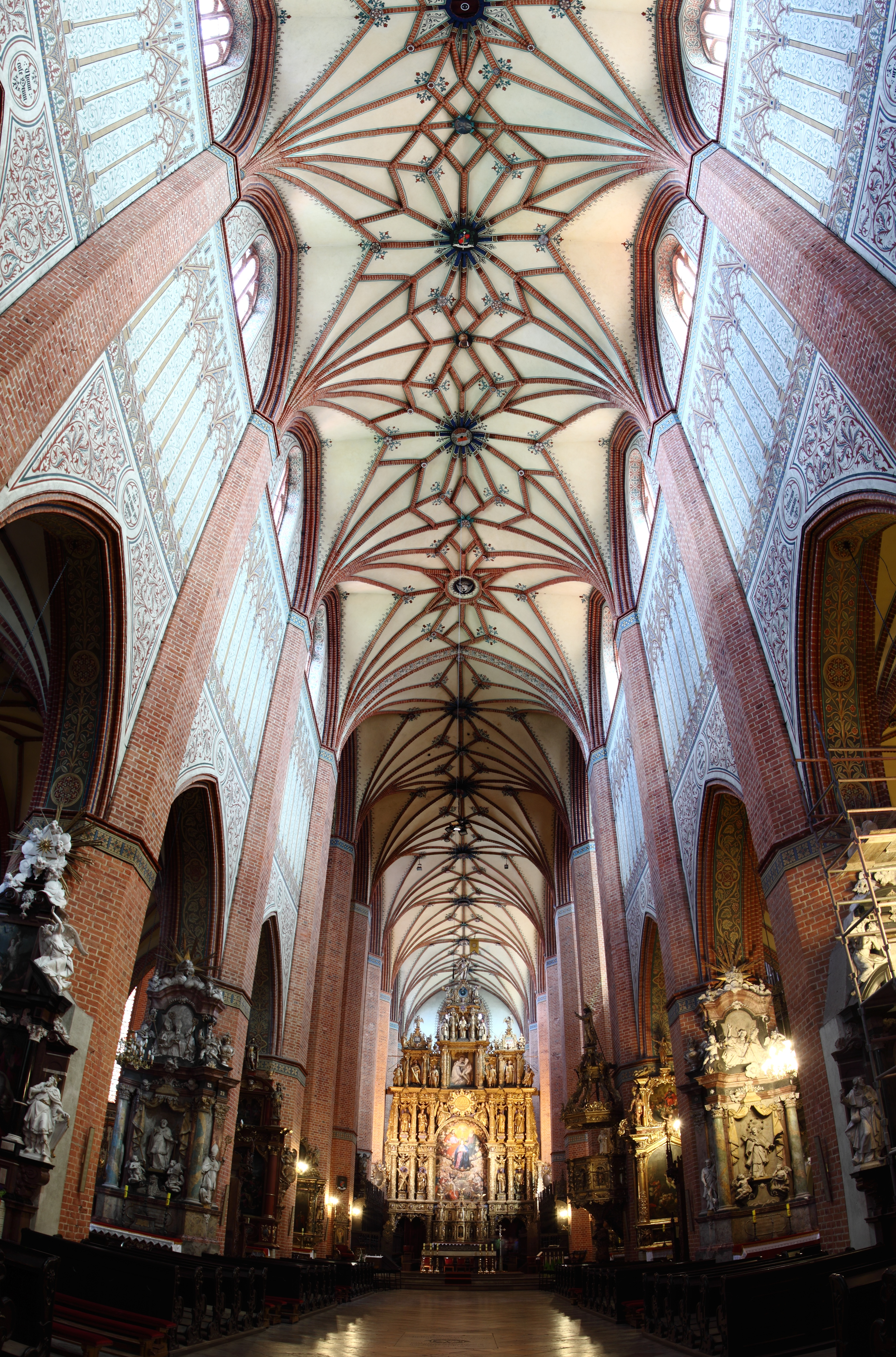
Nawa główna katedry – widok od wejścia

Dawny zespół klasztorny, którego główną częścią jest katedra, jest rdzeniem obecnego miasta Pelplina. W 1258 książę Mszczuj II sprowadził z Doberanu cystersów do pobliskich Pogódek, a następnie w 1276 konwent został przeniesiony do Pelplina. Pierwotny niewielki kompleks budynków zastąpiono w XIV wieku obecnym, monumentalnym założeniem. Budowa opactwa rozpoczęła się w II ćwierci XIV wieku, trwała do około 1400 roku. Oprócz zabudowań skupionych wokół wirydarza w części zachodniej kompleksu wzniesiono zabudowania gospodarcze z browarem, w części wschodniej wzniesiono niewielki kościół Bożego Ciała. W XVII i XVIII nastąpiła gruntowna przebudowa świątyni, szczególnie jej wnętrza, które otrzymało barokowy charakter poprzez bogaty wystrój m.in. ołtarze, organy i ambonę. W XIX wieku wykonano nowe sterczyny większości szczytów, zbudowano obecne maswerki, wykonano witraże, wymieniono profile węgarkowe okien, gzymsy cokołowe i podokienne, zbudowano nowe parapety i daszki na przyporach. Zmieniono część ościeży okiennych, wstawiając płyciny podokienne z namalowanymi przeźroczami, zbudowano nowe hełmy wieżyczek ze schodami oraz powiększono okna. W 1823 miała miejsce kasata zakonu cysterskiego na tutejszych ziemiach, a rok później świątynia otrzymała status katedry poprzez ustanowienie w Pelplinie siedziby diecezji chełmińskiej, która z kolei po reformie w 1992 roku, zmieniła nazwę na pelplińską.
Cały zespół został gruntownie odnowiony i regotyzowany w latach 1894–1899.

### Opaci pelplińscy

#### WPogódkach
| Gerhard (od 1267) | Ludolf (do 1276) |  |  |

#### W Pelplinie

##### Wolno obierani
| Werner (1276-1292)                 | Jan z Byszewa (1292-1298)              | Henryk z Hadersleben (1298-1305)    |  |
| Gotfryd z Elbląga (1305-1316)      | Henryk ze Starogardu (1317-1323)       | Jordan (1323-1329)                  |  |
| Albert (1329-1331)                 | Eberhard z Elbląga (1331-1354)         | Maciej (1354-1368)                  |  |
| Piotr z Rogowa/de Roggow (1368)    | Jan z Langnowa (1386-1402)             | Piotr Honigfeld (1402-1436)         |  |
| Piotr Bielczyc z Pucka (1436-1440) | Mikołaj Engelken (1440-1447)           | Andrzej z Rosenau (1447-1462)       |  |
| Jan Warnaw (1464-1466)             | Paweł de Zullen (1466-1471)            | Sander (1471-1475)                  |  |
| Paweł de Zullen (1475-1489)        | Michał Fischaw (1489-1502)             | Jerzy Neuburgk z Nowego (1502-1504) |  |
| Bartłomiej (1504-1522)             | Jędrzej Stenord z Królewca (1522-1542) | Jodok Kron z Malborka (1542-1555)   |  |
| Szymon z Poznania (1555-1557)      |                                        |                                     |  |

##### Wybierani kandydaci króla
| Stanisław Żelisławski (1557-1563)      | Leonard Rembowski I (1563-1590)                      | Mikołaj Kostka (1592-1610)            |  |
| Feliks Kos (1610-1618)                 | Leonard Rembowski II (1618-1649)                     | Jan Karol Czarliński (1649-1662)      |  |
| Jerzy Ciecholewski (1662-1673)         | Aleksander Ludwik Wolff von Lüdinghausen (1673-1678) |                                       |  |
| Ludwig Aleksander Łoś (1679-1688)      | Jerzy Skoroszewski (1689-1702)                       | Tomasz Franciszek Czapski (1702-1730) |  |
| Walenty Aleksander Czapski (1730-1734) | Wojciech Stanisław Leski (1736-1747)                 | Ignacy Czapski (1747-1751)            |  |
| Hieronim Turno (1751-1759)             | Izydor Tokarzewski (1759-1766)                       | Florian Gotartowski (1766-1779)       |  |

### Opaci komendatariuszowie
| Karol von Hohenzollern (1779-1795) | Franciszek Ksawery Rydzyński (1795-1814) |  |

## Architektura katedry

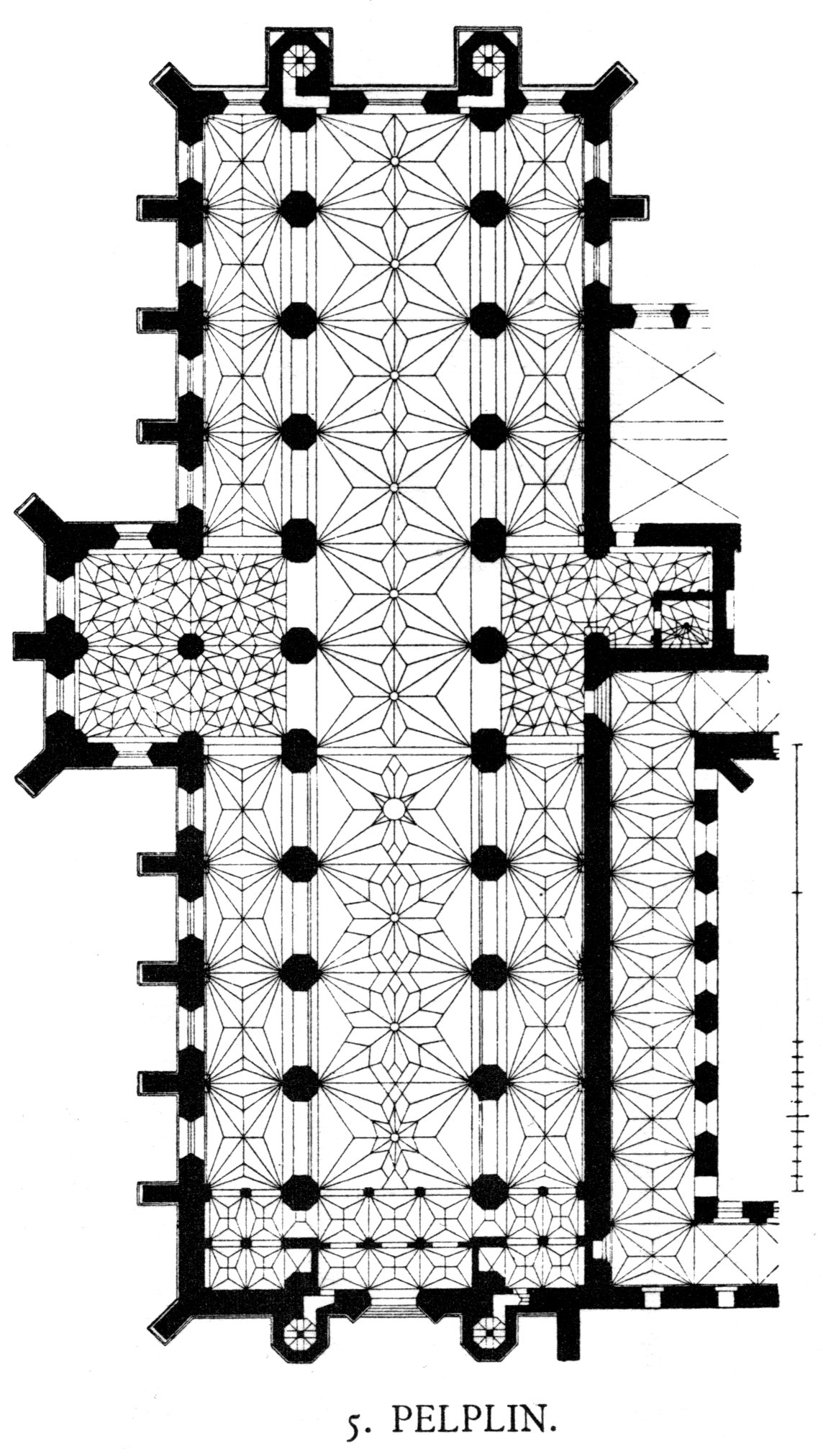
Katedra, rzut poziomy

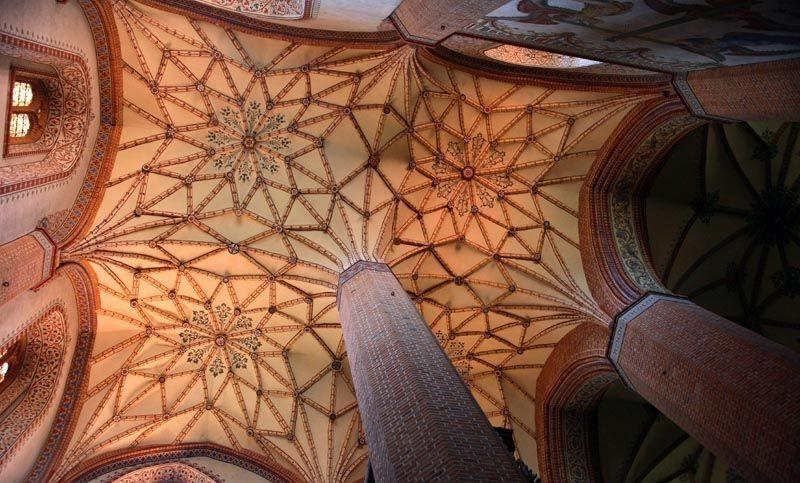
Sklepienie kryształowe w północnym ramieniu transeptu (Antoni Schultes, 1557)

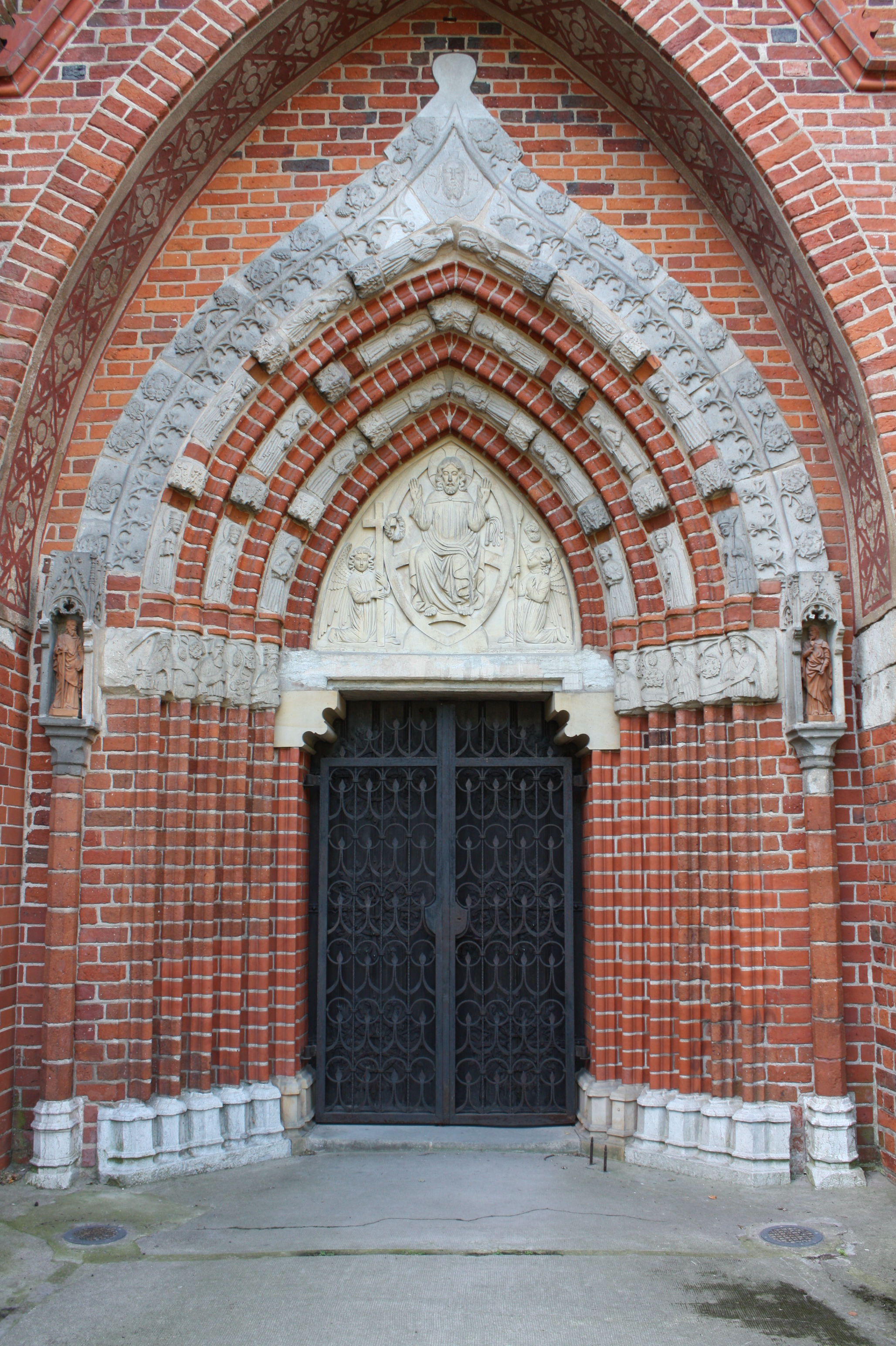
Jeden z zachowanych gotyckich portali

Zbudowana z cegły katedra jest trójnawową bazyliką na planie krzyża łacińskiego, z pięcioprzęsłowym korpusem nawowym, dwuprzęsłowym transeptem i czteroprzęsłowym, zamkniętym prostokątnie prezbiterium, które flankują nawy boczne. Ustawienie ołtarza głównego pomiędzy drugą od wschodu parą filarów tworzy iluzję ambitu. Transept ma układ halowy, składa się z dwóch naw; architektura ramion transeptu jest odmienna od reszty kościoła, za sprawą sieciowych sklepień; pozostałe części świątyni nakryte są sklepieniem gwiaździstym (sześcioramiennym w nawie głównej i prezbiterium, czteroramiennym w nawach bocznych). Sklepienia wspierają ośmioboczne w planie filary międzynawowe, które na wysokości ścian nawy głównej są częściowo wtopione w lico i tworzą ostrołukowe arkady. Strefa okien umieszczona jest wysoko ponad gzymsem; ponad którym ściany poszczególnych przęseł, przybierają ostrołukową formę. Częściowo zachowały się ceramiczne wsporniki sklepienne o motywach antropomorficznych (główki, popiersia, figurki atlantów) i zoomorficznych.
Na zewnątrz ściany są oszkarpowane, zachowały częściowo dekorację zendrówkową. Ściany wieńczą fryzy arkadkowe i fryzy z motywem czteroliścia. Ściany frontowe transeptu, oraz elewacji zachodniej i wschodniej (które mają wielkie, ostrołukowe okna na osi) są zwieńczone bogato zdobionymi szczytami schodkowymi; do ścian elewacji wschodniej i zachodniej przylegają niskie ośmioboczne wieże schodkowe, flankujące elewacje nawy głównej. Na skrzyżowaniu naw późnobarokowa wieżyczka na sygnaturkę.

### Portale
Do katedry prowadzą trzy wejścia, od stron zachodniej, północnej i południowej (od strony krużganków). Ostatnie dwa zachowały gotyckie portale. Portal południowy zachował część dekoracji rzeźbiarskiej z motywami roślinnymi w ościeżach i archiwoltach. Datowany na przełom XIV i XV wieku portal północnego ramienia transeptu charakteryzuje się bogatą dekoracją figuralną wykonaną ze sztucznego kamienia, którą tworzą półpostacie proroków w strefie kapitelowej, aniołki i święci w archiwoltach i głowa Chrystusa w kluczu arkady. Tympanon z przedstawieniem Maiestas Domini neogotycki z 1898.

## Wnętrze i jego wystrój

### Ołtarze

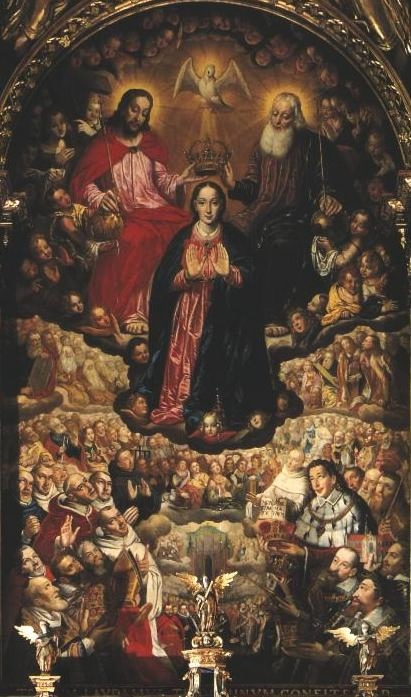
Herman Han, Koronacja Marii – fragment ołtarza głównego

W katedrze znajdują się dwadzieścia trzy ołtarze rozmieszczone przy filarach międzynawowych oraz w nawach bocznych. Dwadzieścia z nich pochodzi z XVII i XVIII w., dwa są neogotyckie, jeden (posoborowy) powstał w 1971 r. Dziewiętnaście wykonano z drewna, dwa z marmuru i dwa ze stiuku. Wszystkie skonstruowane są w sposób klasyczny: na mensie spoczywa predella, na niej nastawa i zwieńczenie.
- Ołtarz główny – 1623-40
- Ołtarz św. Andrzeja – 1672
- Ołtarz św. Filipa i Jakuba Młodszego – 1672
- Ołtarz świętych Benedykta, Bernarda i Roberta – konsekr. 1757
- Ołtarz Niepokalanego Poczęcia NMP (srebrna i złocona blacha) – 1718
- Ołtarz Stygmatów św. Franciszka – XVIII w.
- Ołtarz Grobu Pańskiego – 1898
- Ołtarz Mariacki – 1619
- Ołtarz św. Jakuba Starszego – 1641
- Ołtarz Siedmiu Sakramentów – 1619
- Ołtarz św. Macieja – 1670
- Ołtarz Świętych Młodzianków – 1653
- Ołtarz św. Jana Nepomucena (stiuk) – 1741
- Ołtarz Zwiastowania NMP (marmur) – 1899
- Ołtarz św. Apostołów Piotra i Pawła – 1644
- Ołtarz św. Urszuli – 1623
- Ołtarz św. Marii Magdaleny – 1613
- Ołtarz Świętej Rodziny (czarny marmur) – 1675
- Ołtarz św. biskupów Wojciecha, Stanisława i Tomasza Becketa (stiuk) – konsekr. 1757
- Ołtarz św. Maurycego – konsekr. 1785
- Ołtarz św. Krzyża – pocz. XVII w.
- Ołtarz Najświętszego Sakramentu – 1898
- Ołtarz Ofiary – 1971

### Ołtarz główny

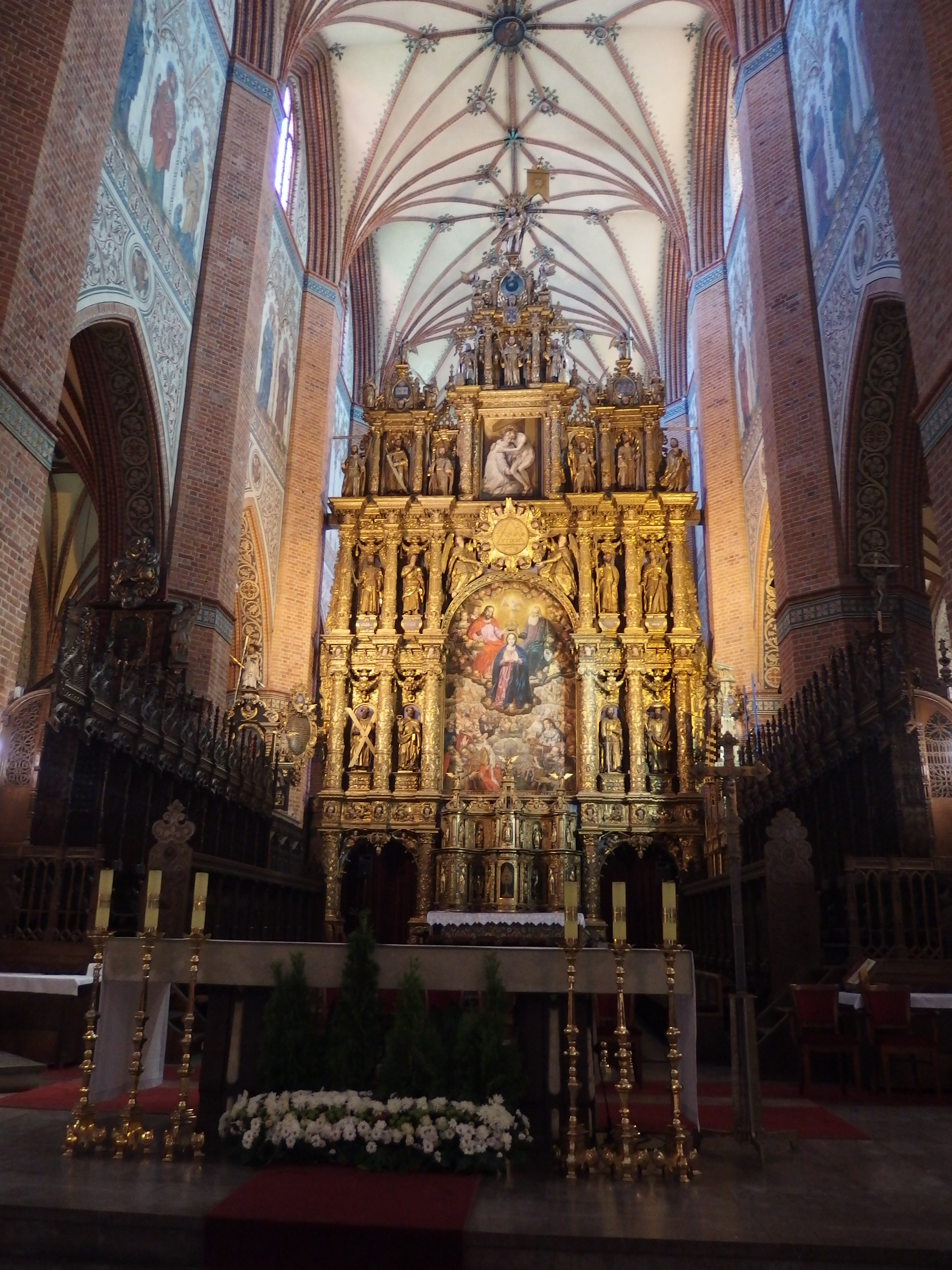
25-metrowy Ołtarz główny, 1623-40

Ołtarz główny, z 1623-24 ufundowany przez opata Leonarda II, tworzy sięgająca wysokości sklepień wielokondygnacyjna nawiązująca do form architektonicznych nastawa w stylu wczesnego baroku. Podzielony jest na pięć osi, z szerszą środkową, zwieńczony jest trzema ozdobnymi szczytami. Zdobi ją bogata dekoracja rzeźbiarska i malarska z obrazami pędzla Hermana Hana; Koronacją Marii (z 1623) i Wizją świętego Bernarda. W dolnej strefie znajdują się repozytoria na relikwie. W osiach bocznych nisze w których umieszczono rzeźby. Dekorację rzeźbiarską tworzą figury apostołów i patronów cystersów oraz liczne aniołki. Ponad Koronacją Marii w okrągłym kartuszu umieszczone zostało imię Boże w formie hebrajskiego tetragramu JHWH. Na szczytach figury Chrystusa Zmartwychwstałego w asyście aniołów z narzędziami Męki Pańskiej.

### Malarstwo ołtarzowe

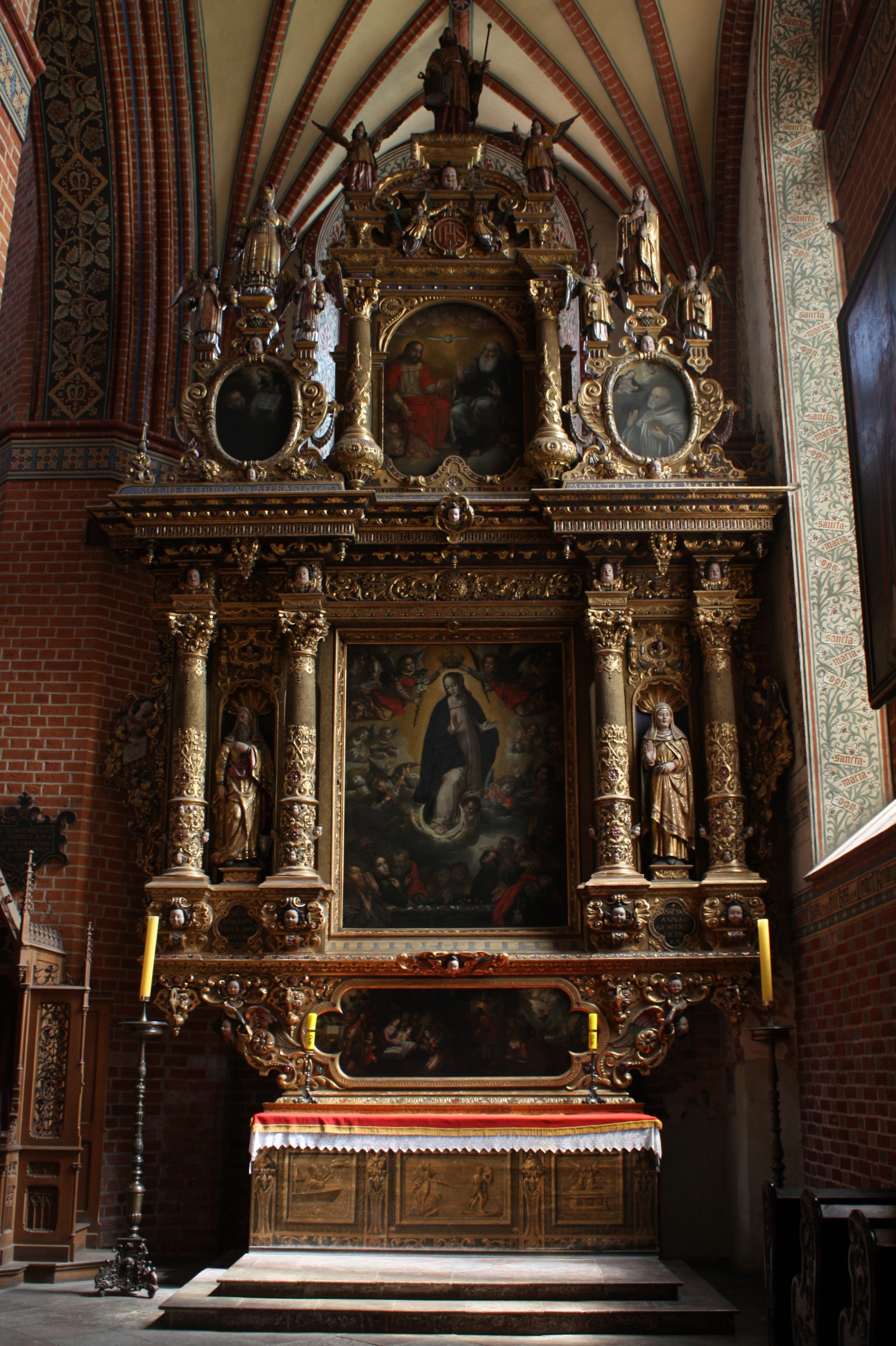
Ołtarz Mariacki (1619) z obrazami Hermana Hana

W ołtarzach zachowały się cenne dzieła malarstwa głównych przedstawicieli baroku gdańskiego i pomorskiego:
- Hansa Kriega – Przybycie Świętej Urszuli do Kolonii, Śmierć św. Urszuli
- Hermana Hana i jego uczniów (powstałe w latach 1613-25) – Święta Trójca, Pokłon pasterzy, Wniebowzięcie Najświętszej Marii Panny, Śmierć Marii Magdaleny, Święta Jadwiga Śląska, Święta Rodzina, Św. Elżbieta opatrująca chorego, Siedem Sakramentów (Fons Vitae), Uczta u Leviego
- Bartłomieja Strobla – Ścięcie Świętego Jakuba, Matka synów Zebedeuszowych przed Chrystusem, Św. Jakub Starszy jako zwycięzca Maurów w bitwie pod Clavijo
- Andrzeja Stecha z ok. 1670 – Powołanie Macieja na apostoła, Chrystus nad jeziorem Genezaret, Męczeństwo Świętego Andrzeja, Chrzest dworzanina etiopskiego, Wyznanie wiary Świętego Maurycego, Ukrzyżowanie, Droga do Emaus, Chrystus w koronie królewskiej, Męczeństwo Legii Tebańskiej
- Samuela Buchwalda – Ekstaza św. Bernarda, Św. Benedykt spisujący regułę
- Jana Peterhacke – Ostatnia Wieczerza

### Stalle

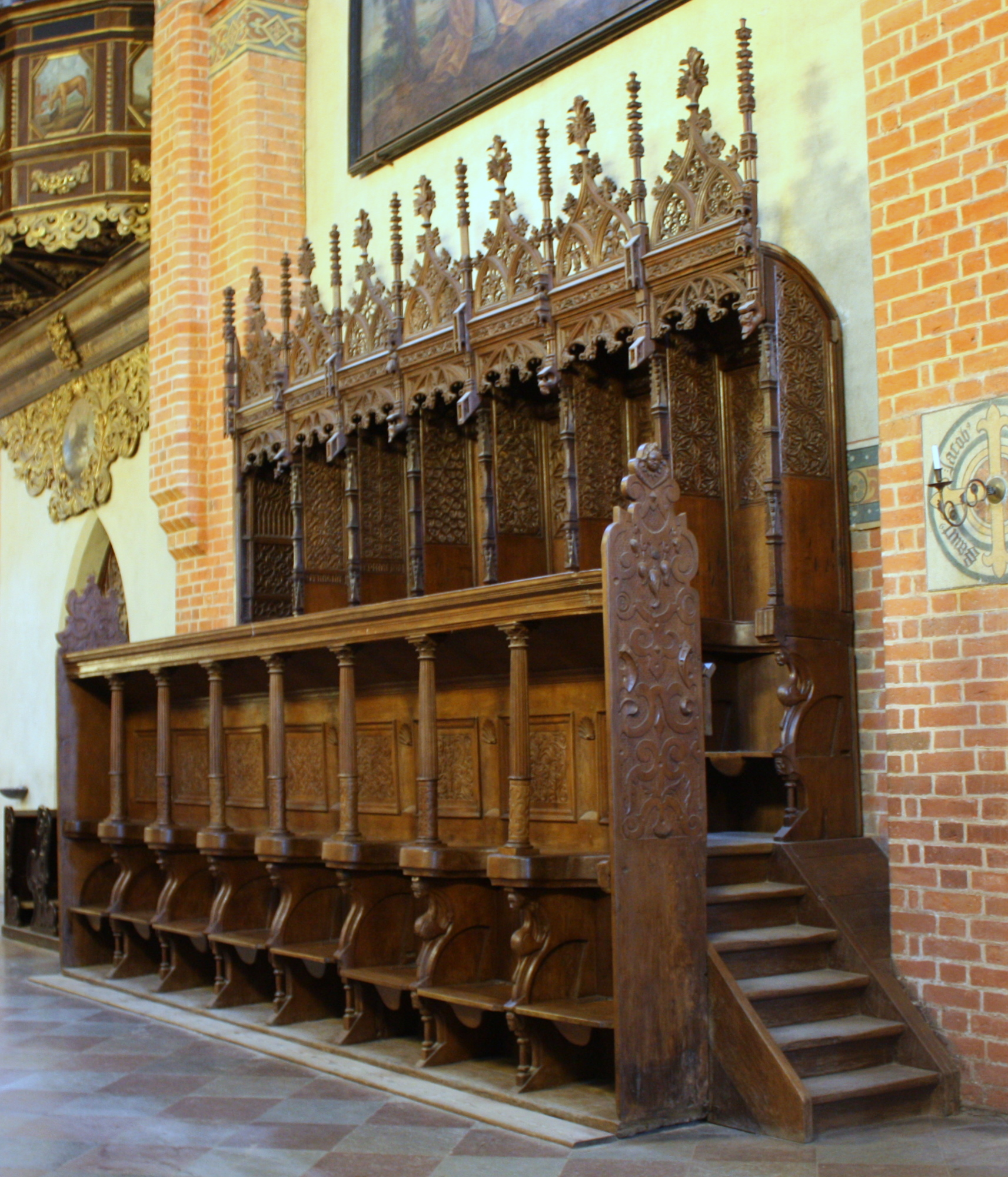
Późnogotyckie stalle w południowej nawie bocznej

W katedrze zachował się zespół późnogotyckich stalli z bogatą dekoracją snycerską – maswerkową, ornamentalną, roślinną i figuralną. Wykonane zostały w XV w. Zespół późnogotycki tworzą dwie pary stalli chórowych, tron celebransa, stalla przeora i stalla opacka. W korpusie nawowym znajdują się stalle manierystyczne z XVII wieku.

### Pozostałe dzieła

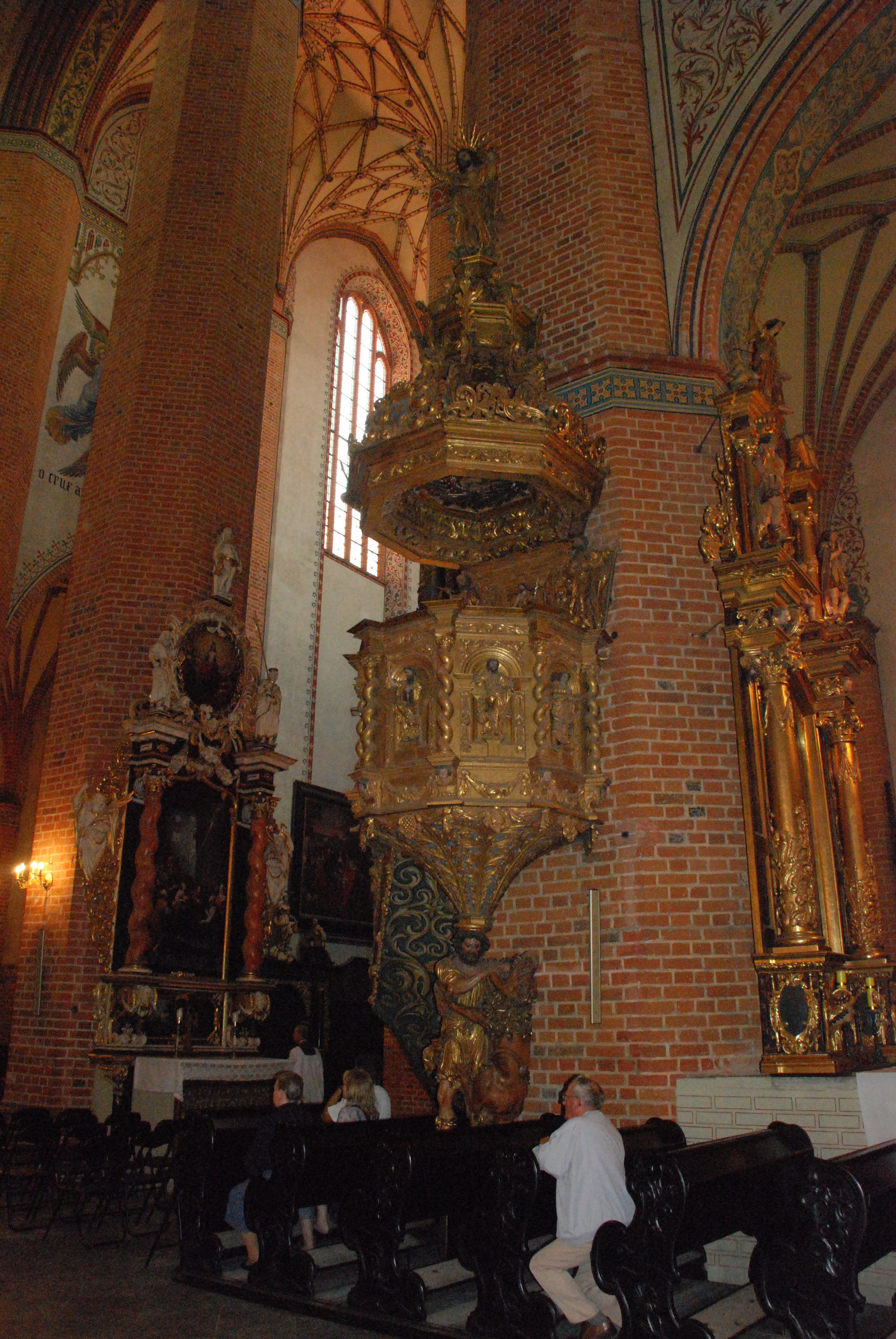
Barokowa ambona (Mateusz Scholler, 1682)

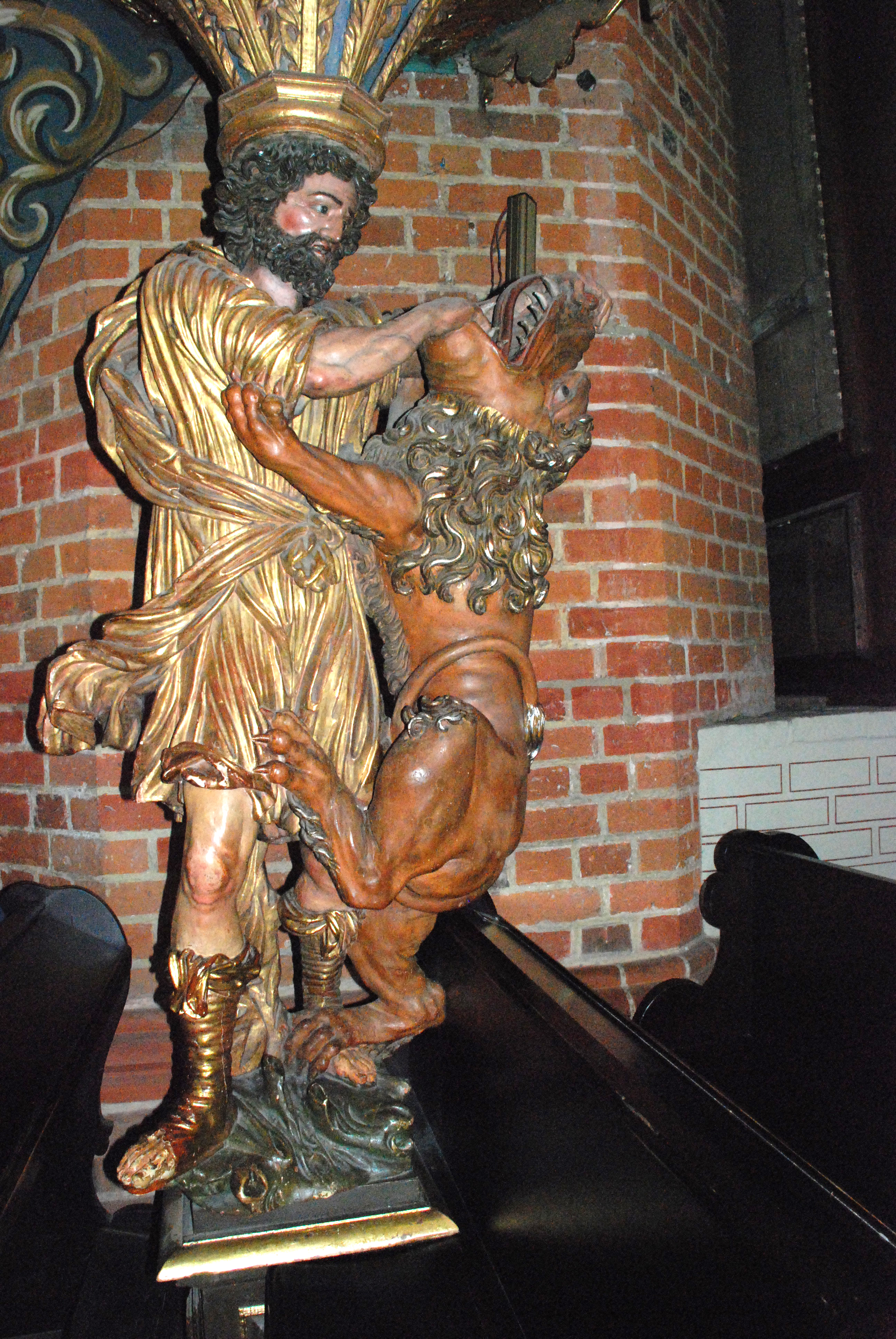
Ambona podstawa - Samson rozdzierający paszczę lwa

Przy filarze w narożniku nawy głównej i transeptu (od strony południowej) znajduje się barokowa ambona, której podstawa przedstawiająca Samsona rozdzierającego paszczę lwa (będącego herbem rodowym Błędzkich) została w 1682 roku ufundowana przez rodzinę Błędzkich herbu Samson-Watta (ambona jest dziełem snycerza gniewskiego Mateusza Schollera). Dalej, na emporze organowej w południowym ramieniu transeptu, umieszczono monumentalny prospekt organowy z 1678-70, również dzieło Schollera. Instrument jest dziełem gdańskiego organomistrza Jana Jerzego Wulffa. W tej części świątyni znajdują się ponadto: epitafium wojewody Jana Kosa (+1622) oraz obrazy m.in. portrety książąt Sambora I i Mszczuja II oraz Darowanie Pogódek Cystersom przez Sambora II pędzla Andrzeja Stecha.

## Dzwony
W sygnaturce znajdują się 4 zabytkowe dzwony: 
| Imię:                       | Waga:      | Ton: | Odlewnia:                      |
| 1. „Ignacy”                 | ok. 580 kg | gis' | Ioh Gotter Anthony-Gedan, 1751 |
| 2. (bezimienny)             | ok. 350 kg | h'   | H.P. Liebold-Gnadenfeld, 1861  |
| 3. „Maryja, Jan Chrzciciel” | ok. 190 kg | cis" | Michael Wittwerck-Gedani, 1717 |
| 4. (bezimienny)             | ok. 150 kg | e"   | Nieznana                       |

## Dawne zabudowania klasztorne

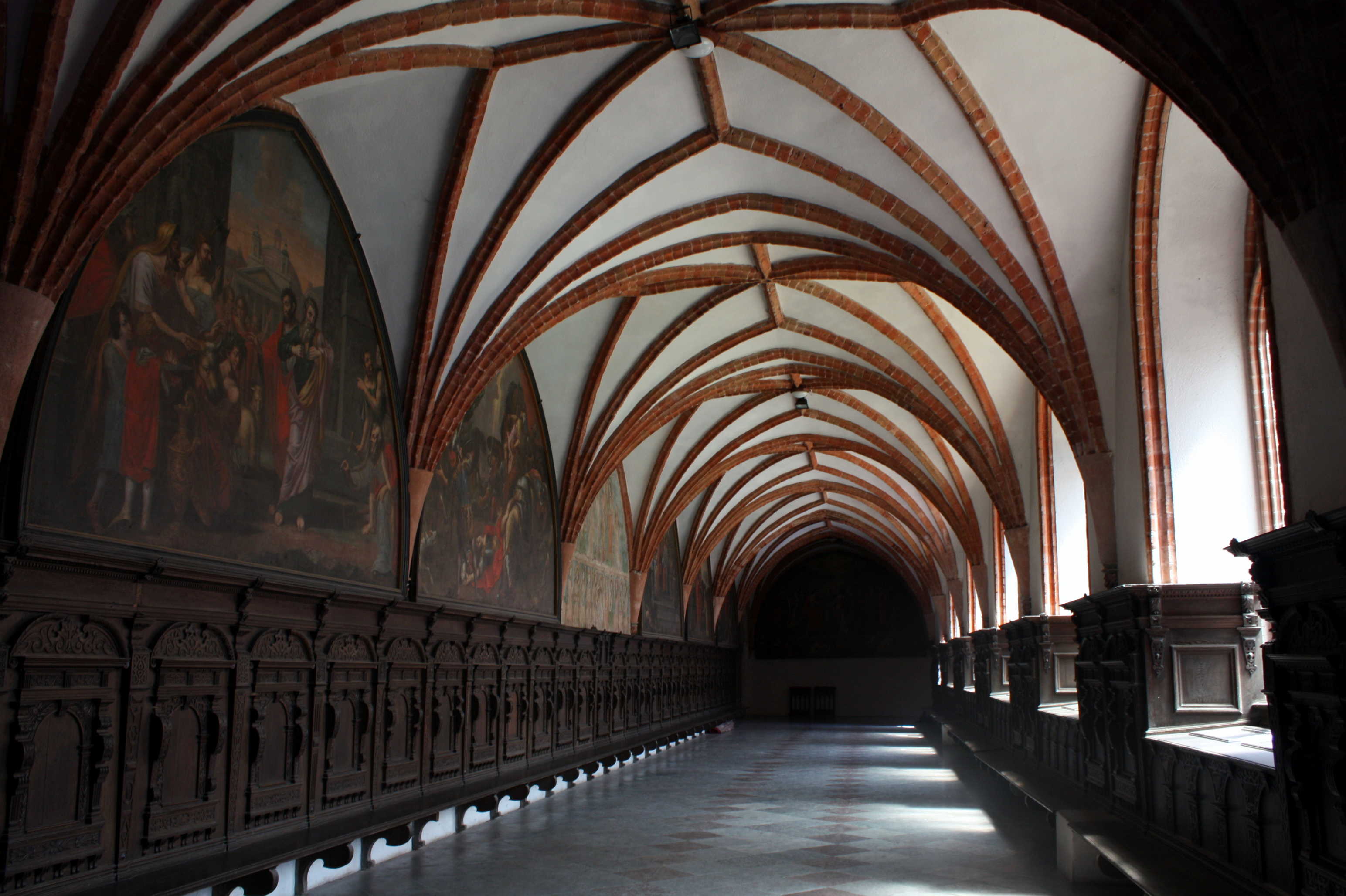
Północne skrzydło krużganków klasztoru

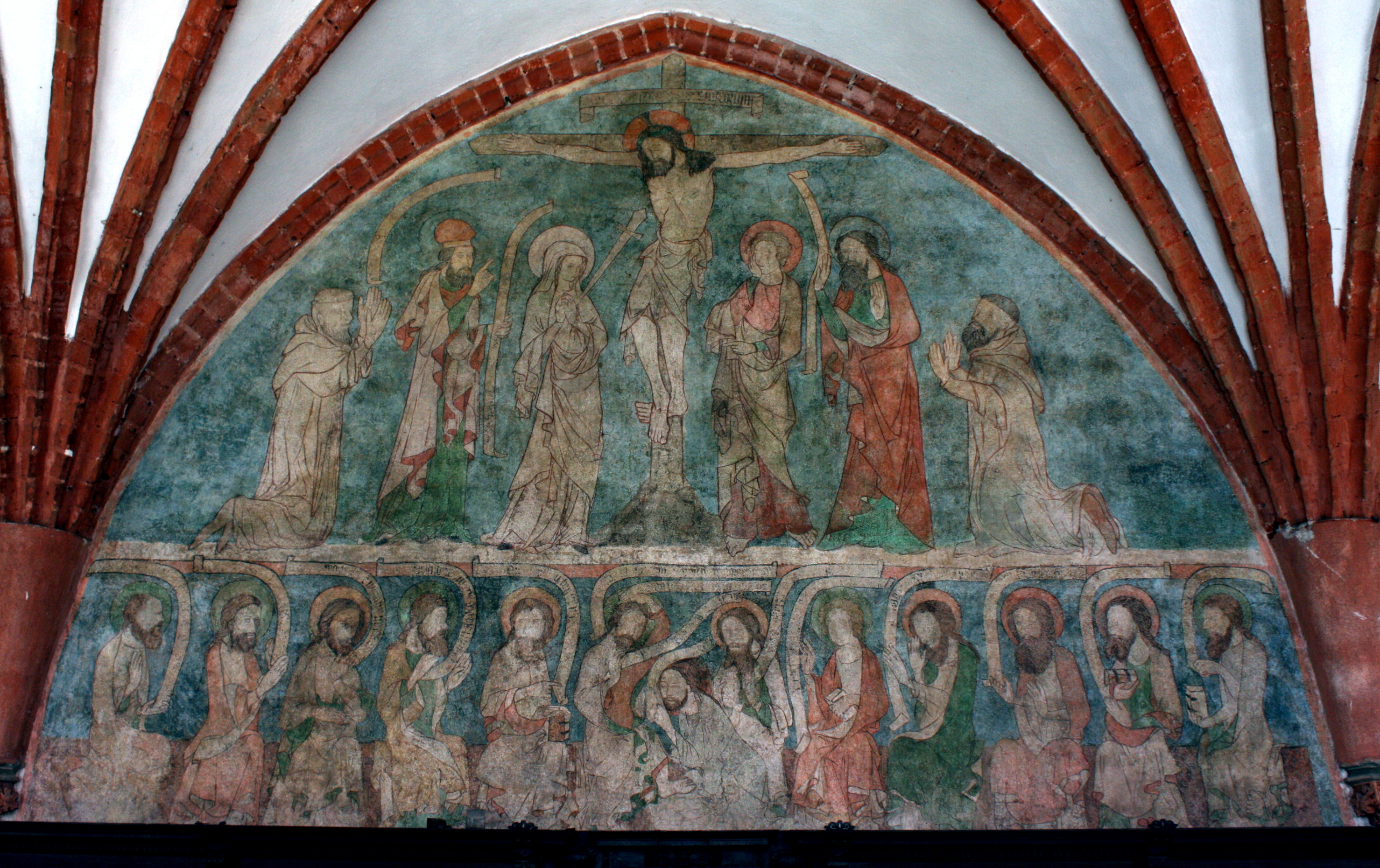
Gotyckie malowidła ścienne w krużganku północnym (pocz. XV w.)

Przylegający od strony południowej zespół zabudowań klasztornych jest zintegrowany krużgankiem otaczającym czworoboczny wirydarz. Skrzydło wschodnie krużganków (najstarsze) nakryte jest sklepieniem krzyżowo-żebrowym, pozostałe sklepieniem gwiaździstym. Zachowały się częściowo wsporniki kamienne i ceramiczne o motywach roślinnych i figuralnych. Z gotyckiego malarstwa ściennego zachowały się malowidło w południowym ramieniu krużganków przedstawiające Grupę Ukrzyżowania z postaciami proroków Izajasza i Jeremiasza oraz opata i mnicha, w niższej strefie scena Obmycia nóg apostołów, datowana na XIV wiek, przemalowana w XIX wieku, w latach 90. XX wieku konserwowana. W krużgankach zachowały się manierystyczne ławy z ozdobnymi zapleckami z 1609 r. W górnej strefie ścian zawieszono ostrołukowe obrazy, z których 17 jest dziełami Andrzeja Stecha i jego warsztatu, powstałe w latach 1689-96.
Do skrzydła wschodniego przylega kapitularz nakryty gotyckim sklepieniem wspartym na trzech filarach. Sklepienie to charakteryzuje się gwiaździstym układem w części środkowej, w skrajnych zastosowano układ trójdzielny. Kapitularz poprzedza sień, którą zdobią portal oraz wsporniki sklepienne z maskami. Na osi portalu sieni w obrębie kapitularza, na wprost wejścia do refektarza, znajduje się gotyckie lawatorium (za czasów cystersów pomieszczenie ze studnią) na planie sześcioboku, zrekonstruowane w 1899 r. na odkrytych fundamentach, które po odbudowie służyło przez jakiś czas jako kaplica pogrzebowa. Obok kapitularza mieści się wolno stojący XIII-wieczny budynek oratorium. Zabudowania wielokrotnie przebudowywano w XIX wieku na potrzeby Collegium Marianum utworzonego w 1836, które było jedyną w zaborze pruskim polską szkołą średnią. Obecnie w budynkach klasztornych mieści się m.in. Wyższe Seminarium Duchowne.

### Malowidła w krużgankach
- Krużganek północny
  - Wskrzeszenie Łazarza
  - Święci Paweł i Barnaba w Listrze
  - Nawrócenie Szawła
  - Bogacz i Łazarz
  - Niewiasta chananejska prosi o wskrzeszenie córki
  - Wypędzenie przekupniów ze świątyni
- Krużganek wschodni
  - Zaślubiny Chrystusa z Kościołem
  - Wizja apokaliptyczna: otwarcie księgi
  - Alegoria Eucharystii
  - Grosz czynszowy
  - Gody w Kanie
  - Cudowne rozmnożenie chleba
  - Kazanie Chrystusa
  - Ścięcie Jana Chrzciciela
- Krużganek południowy
  - Wniebowzięcie i koronacja Matki Boskiej – malarz nieznany
  - Alegoria przemijania (Pochód śmierci)
  - Męczenicy na arenie
  - Oślepienie króla Sedecjusza przez Nabuchodonozora
  - Uczynki Miłosierdzia
    - Obadiasz gości prześladowanych proroków (Pragnących napoić) – malarz nieznany
    - Gościnność Abrahama (Głodnych nakarmić) – malarz nieznany
    - Lot gości aniołów (Podróżnych w dom przyjąć) – malarz nieznany
    - Dobre uczynki Hioba (Nagich przyodziać) – malarz nieznany